# 相撲研修道場
相撲研修道場（すもうけんしゅうどうじょう）は、公益財団法人日本相撲協会が群馬県吾妻郡草津町に保有する、おもに相撲指導者のための研修施設である。
湯治場として著名な草津温泉に位置し、研修のない時期には相撲部屋の合宿や負傷力士のリハビリ、協会員の福利厚生にも用いられている。

## 概説
1988年（昭和63年）8月28日に落成式が行われた。当時の協会理事長・春日野（元横綱・栃錦）と、協会の指導普及部長であった出羽海（元横綱・佐田の山）は、アマチュア相撲を統括する日本相撲連盟と協力して相撲人口の拡大を図ることとし、小学校・中学校・高等学校の教員等の指導者を育成する目的で開設した。設備としては稽古土俵一面と食堂、温泉及び宿泊施設からなる。
現在でも日本相撲協会は定款第4条において「青少年、学生等に対する相撲道の指導普及」を事業の一つとして掲げていて、その一環として例年8月に公益財団法人日本相撲連盟と共同で指導者研修会を行っていて、メイン会場の一つとなっている。
相撲関係者のための施設であるが、一般の見学も可能である。

## 所在地
- 群馬県吾妻郡草津町大字草津533-48